# E. E. Cummings
Edward Estlin Cummings (Cambridge, 1894. október 14. – Joy Farm, 1962. szeptember 3.), ismertebb nevén e. e. cummings amerikai költő, festő és szerző. Munkássága a modernista szabad formájú költészethez kapcsolódik. Műveinek nagy része u.n. szabadvers, a szöveg általában csupa kisbetűvel írva. Műveiben a mondatok általában nem követik az angol nyelvtan szabályait, illetve gyakoriak a szándékos elírások. Több összetett szót is kitalált.
Legtöbb verse szatirikus jellegű, ugyanakkor a romantika témája is fontos szerepet játszik műveiben. Gyerekkönyveket is írt.

## Élete
1894. október 14-én született a massachusettsi Cambridge-ben, Edward Cummings és Rebecca Haswell Clarke gyermekeként. Apja professzor volt a Harvard Egyetemen, majd a bostoni South Congregational Church minisztere lett. Cummings szülei már kiskorától kezdve támogatták kreatív ambícióit. Gyerekkorában verseket írt és rajzolt. Olyan személyek társaságában nőtt fel, mint William James és Josiah Royce. Nyarainak többségét a madisoni Silver Lake-ben töltötte. Családja végül megvásárolta a közeli Joy Farmot.
Gyerekkorától kezdve költő szeretett volna lenni; több verset is írt 8 éves korától 22 éves koráig. 1915-ben diplomázott a Harvard Egyetemen, 1916-ban pedig Master of Arts diplomát szerzett az egyetemen. Ezután egy könyvkereskedőnek dolgozott.
Elmondása szerint 1931-ig nem érdekelte a politika; ekkor utazott ki a Szovjetunióba. Ezt követően egyre több művében reflektált a politikai és társadalmi eseményekre.

## Magánélete
Rövid ideig volt csak házas. Első két felesége Elaine Thayer és Anne Minnerly Barton volt. Leghosszabb ideig Marion Morehouse-zal volt együtt. Morehouse 1969-ben elhunyt.
2020-ban kiderült, hogy 1917-ben Cummings több szerelmes levelet váltott egy Marie Louise Lallemand nevű párizsi prostituálttal.

## Művei

### Könyvei
- CIOPW (1931)
- i—six nonlectures (1953)

### Prózás kötetek
- The Enormous Room (1922)
- EIMI (1933)
- Fairy Tales (1965)

### Versei
- Tulips and Chimneys (1923)
- & (1925)
- XLI Poems (1925)
- is 5 (1926)
- ViVa (1931)
- No Thanks (1935)
- Collected Poems (1938)
- 50 Poems (1940)
- 1 × 1 (1944)
- XAIPE: Seventy-One Poems (1950)
- Poems, 1923–1954 (1954)
- 95 Poems (1958)
- 73 Poems (1963)
- Etcetera: The Unpublished Poems (1983)
- Complete Poems, 1904–1962 (2008)
- Erotic Poems (2010)

### Színdarabok
- HIM (1927)
- Santa Claus: A Morality (1946)